# 北谷村 (鳥取県)
北谷村（きただにそん）は、鳥取県東伯郡にあった村。現在の倉吉市の一部にあたる。

## 地理
北谷川の沿岸、大山の東のすそ野に位置していた。
- 河川：小鴨川[3]、忰谷川[4]、長谷川[5]、明高井手[3]

## 歴史
- 1889年（明治22年）10月1日、町村制の施行により、久米郡尾田村、福富村、福本村、志津村、杉野村、沢谷村、忰谷村、長谷村、中野村、大河内村、森村、三江村が合併して村制施行し、北谷村が発足[1][2]。旧村名を継承した尾田、福富、福本、志津、杉野、沢谷、忰谷、長谷、中野、大河内、森、三江の12大字を編成[2]。
- 1896年（明治29年）4月1日、郡の統合により東伯郡に所属[2]。
- 1921年（大正10年）電灯架設[2]
- 1925年（大正14年）梨栽培同業組合設立[6]
- 1927年（昭和2年）大字尾田と隣接の大字福本・志津と耕地整理組合を結成し1937年（昭和12年）まで農業用水の確保と新田開発を実施[7]。
- 1953年（昭和28年）10月1日、東伯郡西郷村、上井町、倉吉町、上小鴨村、社村、上北条村、高城村、灘手村（一部）と合併し、市制施行して倉吉市を新設して廃止された[1][2]。合併後、倉吉市大字尾田・福富・福本・志津・杉野・沢谷・忰谷・長谷・中野・大河内・森・三江となる[2]。

### 地名の由来
北谷川と小鴨川との間の台地に藤井谷廃寺跡があり、かつてこの寺の北を北ノ郷、南を南ノ郷と称したといわれ、その北ノ郷に由来。

## 産業
- 農業、林業[2]
- 産物：米、麦、繭、果実（梨、カキ）、薪炭[2]

### 鉱山
大字沢谷の高城鉱山で第二次世界大戦末期にモリブデンが月産500キログラムくらい採掘され、1957年（昭和32年）頃閉山。

## 教育
- 1873年（明治6年）福富小学校開校[9]。1901年（明治34年）北谷尋常小学校を北谷尋常高等小学校に改称し大字沢谷に移転[2]。

## 名所・旧跡
- 倭文神社（式内社）[3]

## 出身著名人
- 西谷金蔵（実業家、北谷村長、衆議院議員、森村出身）[10]